# Rivers United Football Club
Maillots
Actualités
Le Rivers United Football Club est un club de football basé à Port Harcourt au Nigeria.

## Histoire du club
Le club naît en février 2016 à la suite de la fusion de deux formations de la ville de Port Harcourt, Sharks FC et Dolphin FC. L'équipe nouvellement créée prend la place du Dolphin FC en première division nigériane. Sa première saison parmi l'élite est un vrai succès puisqu'elle s'achève sur une deuxième place au classement final, juste derrière les Enugu Rangers. Cette place de vice-champion permet à Rivers de participer pour la première fois à une compétition africaine, en l'occurrence la Ligue des champions de la CAF 2017.
A l'issue de la saison 2021-2022, le Rivers United remporte son premier titre de champion du Nigeria.

## Palmarès
| Compétitions nationales                          | Compétitions internationales |
| - Championnat du Nigeria (1) : - Champion : 2022 |                              |